# Melitta Brunner
Melitta Brunner (n. 28 ianuarie 1907, Viena, Austro-Ungaria – d. 26 mai 2003, Pennsylvania, SUA) a fost o patinatoare artistică ce a reprezentat Austria, medaliată olimpică. A participat la o ediție a Jocurilor Olimpice (1928) în care a câștigat o medalie de bronz.